# Francisco Otón de Brunswick-Luneburgo
Francisco Otón de Brunswick-Luneburgo (en alemán: Franz Otto von Braunschweig-Lüneburg) (20 de junio de 1530 - Celle, 29 de abril de 1559) fue un príncipe alemán de la casa de Welf, hijo del duque Ernesto I el Confesor y de Sofía de Mecklemburgo-Schwerin. Tras el fallecimiento de su padre en 1546, el principado de Luneburgo fue gobernado por un consejo regente (1546-1555) bajo la dirección del arzobispo de Colonia y del conde de Schaumburg. Desde 1555 Francisco Otón ejerció el poder como príncipe de Luneburgo hasta su pronta muerte por viruela en 1559.

## Biografía
Cuando Francisco Otón tomó las riendas del poder en 1555, tuvo que prometer al gobierno interino, que había gobernado desde la muerte de su padre en 1546, que cumpliría con un gran número de restricciones. Su reinado estuvo dominado sobre todo por las deudas contraídas por el principado. En 1559 se casó con Isabel Magdalena de Brandeburgo, hija de Joaquín II Héctor de Brandeburgo y de Eduviges de Polonia, pero murió ese mismo año de viruela. El matrimonio no tuvo hijos. Francisco Otón fue enterrado en la cripta principesca de la iglesia de la ciudad de St. Marien en Celle.
Fue sucedido en el gobierno de Luneburgo por sus hermanos Enrique III (1533-1598) y Guillermo el Joven (1535-1592).